# Vostochni (Séverskaya, Krasnodar)
Vostochni (del ruso: Восточный) es un jútor del raión de Séverskaya, en el krai de Krasnodar de Rusia. Está situado en la orilla izquierda del río Afips, de la cuenca del Kubán, poco antes de la desembocadura en el primero del Shebsh, 13 km al este de Séverskaya y 25 km al suroeste de Krasnodar, la capital del krai. Tenía 271 habitantes en 2010.
Pertenece al municipio Afípskoye.